# Ameranna royalensis
Ameranna royalensis is een slakkensoort uit de familie van de Buccinidae. De wetenschappelijke naam van de soort is voor het eerst geldig gepubliceerd in 2009 door Watters als Anna royalensis.